# Тавулија (Пезаро и Урбино)
Тавулија (итал. Tavullia) је насеље у Италији у округу Пезаро и Урбино, региону Марке.
Према процени из 2011. у насељу је живело 2315 становника. Насеље се налази на надморској висини од 152 м.

## Становништво
| 1931. | 1936. | 1951. | 1961. | 1971. | 1981. | 1991. | 2001. | 2011. |
| ----- | ----- | ----- | ----- | ----- | ----- | ----- | ----- | ----- |
| 4.169 | 4.371 | 4.258 | 3.925 | 3.378 | 3.617 | 3.999 | 4.800 | 7.866 |